# DearS
DearS (ディアーズ) là một loạt manga được thực hiện với sự đồng sáng tác và minh họa của Sendo Banri và Ebara Shibuko với bút danh là Peach-Pit. Loạt manga này đã được đăng hàng tháng trên tạp chí truyện tranh dành cho shōnen là Dengeki Comic Gao! của MediaWorks từ năm 2001 đến ngày 17 tháng 12 năm 2005. Cốt truyện xoay quanh Ikuhara Takeya một nam sinh trung học đã vô tình mang một người ngoài hành tinh về nhà mà anh thường gọi cô là Ren vì tên của cô quá dài và khó nhớ. Trong suốt cốt truyện Takeya và Ren sẽ cùng gặp gỡ với nhiều người ngoài hành tinh khác trên con tàu đã đưa Ren đến trái đất cũng như cả hai luôn cố gắng để có thể vượt qua các thử thách trong cuộc sống để tìm ra mục đích sống và hạnh phúc của mình.
Loạt manga đã được Daume chuyển thể thành anime và phát sóng tại Nhật Bản từ ngày 10 tháng 7 đến ngày 26 tháng 9 năm 2004 với 13 tập. Một tập OVA đã được phát hành vào ngày 21 tháng 4 năm 2005. Ngoài ra MediaWorks đã phát hành chuyển thể trò chơi điện tử dưới dạng visual novel cho hệ PlayStation 2.

## Tổng quan

### Sơ lược cốt truyện
Tròn một năm trước khi bắt đầu DearS, loài người đã có một cuộc tiếp xúc chưa từng có trước đây với cuộc sống ngoài trái đất.  Buộc phải hạ cánh xuống Vịnh Tokyo khi trên đường đến hành tinh quê nhà Thanatos, tàu vũ trụ của họ bị hỏng, 150 người ngoài hành tinh hình người được nhập tịch vào xã hội Nhật Bản và có biệt danh trìu mến là "DearS";  một danh từ của các từ "Kính gửi" và "Bạn bè".
Takeya Ikuhara là một học sinh Nhật Bản mười bảy tuổi nóng tính đang theo học tại trường trung học Koharu với định kiến mạnh mẽ chống lại DearS.  Do nỗi sợ hãi thời thơ ấu, anh tin rằng người ngoài hành tinh là những sinh vật giả tạo, vô giá trị đã tạo ra sự bội thực trên toàn quốc và đang âm thầm âm mưu chiếm quyền kiểm soát Trái đất.
Trên đường từ trường về nhà, anh phát hiện ra một DearS vô gia cư, sau khi ngất xỉu và trong khi cảm thấy rất khó chịu, anh cho ăn và trú ẩn trong căn hộ của mình.  Cô gái, người mà anh ta đặc biệt danh là Ren, trẻ con và thân thiện, và ngày càng trở nên ngoan ngoãn và phụ thuộc vào Takeya. Ren là một trách nhiệm mà Takeya cố gắng tách ra khỏi mình.  Sự gắn bó vô điều kiện của cô khiến Ren luôn ở bên anh. Theo thời gian, nhận ra sự quan tâm và đồng cảm chân thành của Ren dành cho anh, Takeya đã thay lòng đổi dạ.  Thật không may, vì Ren được coi là khiếm khuyết, trụ sở của DearS ra lệnh bắt giữ cô. Và Takeya bắt đầu hành trình để đem cô về lại bên mình.

### Nhân vật

#### Ikuhara Takeya (幾原 武哉)
Lồng tiếng bởi: Taniyama Kishō
Takeya Ikuhara là nhân vật chính của bộ truyện.  Một học sinh khó tính và nóng nảy, cuộc sống của anh ta trở nên phức tạp khi anh ta trở thành mục tiêu không mong muốn của tình cảm và sự phục vụ của một cô gái trẻ DearS, một công dân của chính cộng đồng ngoài hành tinh anh ta không thích.  Bất chấp định kiến khá non nớt này, trong suốt thời gian ở lại và đồng hành cùng anh ta, Takeya ngày càng yêu mến và dựa dẫm cô gái, cũng mở lòng hơn với bạn bè đồng trang lứa.  Vai trò và suy nghĩ của Ren như một nô lệ gây ra xích mích cảm xúc to lớn cho Takeya do anh ta coi cô và các DearS khác như nhau và khiến anh ta đặt câu hỏi về động cơ của DearS, đặc biệt là Ren và tình cảm không rõ ràng của cô.  Takeya sống một mình một cách rất thoải mái trong một căn hộ và là một nhân viên bán hàng tại Bicep Video, một cửa hàng cho thuê video.  Anh ấy là bạn tốt với Neneko Izumi và Hikoro Oikawa và là anh trai và con riêng của Natsuki và Harumi Ikuhara.  Trước đây, Takeya thường đến ở chỗ của Neneko bất cứ khi nào cha anh không phải làm việc.  Trong những chuyến viếng thăm thường xuyên của mình, Neneko thường bắt anh xem phim Sci-Fi, tất nhiên có liên quan đến 'Người ngoài hành tinh'.  Takeya luôn sợ hãi những bộ phim này và trong nhiều năm, nỗi sợ hãi về Người ngoài hành tinh của anh trở thành sự căm ghét đối với Người ngoài hành tinh, điều này gây khó khăn cho anh khi thực sự chấp nhận DearS.  Cuối cùng anh nhận ra mình đang yêu Ren và lên vũ trụ cùng cô.
Ren (レ ン, Ren)
Lồng tiếng bởi: Ai Shimizu (tiếng nhật); Karen Strassman (tiếng Anh)
Tên viết tắt của cô là Ren, là một cô gái trẻ DearS.  "Ren" về cơ bản có nghĩa là "không có gì" trong ngôn ngữ DearS, có nghĩa cô ấy là "số không".
Bị mất trong quá trình vận chuyển và chạy thoát được, Ren được Takeya tìm thấy trong tình trạng vô gia cư, người mà cô ngay lập tức buộc một giao ước giữa và sau đó được che chở bởi sự bất mãn của anh ta.  Không có sự giáo dục đúng đắn, Ren ban đầu rất khó tính và bất cần, nhưng thông qua sự tò mò và bạn bè, trở nên thông thạo ngôn ngữ và phong tục, thậm chí được nhận vào Trường Koharu.  Cô tự phong mình là nô lệ của Takeya, Ren quá vị tha với chủ nhân không chào đón mình của cô, người thích xem cô là một người bình đẳng hơn một người thấp kém.  Cảm xúc của Ren và ham muốn của cô ấy dần dần rõ ràng hơn khi thời gian trôi qua, nhưng cô ấy liên tục bị bối rối bởi những cảm xúc đó và không chắc chắn về ý nghĩa của chúng do DearS thường không có khả năng hiểu khái niệm tình yêu.  Sau một vài trường hợp bất mãn về tình cảm do hành độnng của Takeya và sự thiếu quan tâm của anh dành cho cô, cuối cùng cô cũng nhận ra rằng cô yêu Takeya và mong muốn luôn ở bên anh, thay vì ở bên anh vì vai trò là nô lệ của anh.  Ren là người bạn tốt với tất cả mọi người, có khả năng siêu phàm và có một sự thèm ăn vô độ đối với Bánh dứa, vì đó là thức ăn đầu tiên được Takeya cho cô ăn.  Vào cuối truyện, cô ấy quay trở lại không gian cùng với Takeya đi theo.

#### Izumi Neneko (和泉 寧々子)
Lồng tiếng bởi: Neneko Izumi
Lớn lên cùng Takeya, cả hai là bạn thời thơ ấu, mặc dù họ thường xuyên cãi nhau. Cô là người khiến Takeya mắc chứng sợ người ngoài hành tinh vì... cho anh xem nhiều bộ phim Khoa học viễn tưởng khi chúng còn nhỏ. Neneko cũng phải lòng Takeya và trong số toàn bộ nhân vật chính, cô ấy là nhân vật đeo kính cận duy nhất. Cô có sở thích may váy cho búp bê và ước mơ nâng cao tay nghề cũng như tạo ra những thiết kế độc đáo của riêng mình.

#### Myu (ミ ゥ,Myu)
Lồng tiếng bởi: Nakahara Mai
Shia Nostal Ren Naguregyug Thanast Useim Ruki Miu (シ ー ア • ノ ス タ ル • レ ン • ナ グ レ グ ユ グ • タ ナ ス ト • ァ ウ セ ー ム • ル キ • ミ ゥ, Nostaru Ren Nagure , tên viết tắt của cô là Myuu Miku ).
Thông minh nhưng đôi khi tự phụ, Miu là một học sinh được chỉ định đi du học tại trường Koharu High và sống tại địa phương như một người bản xứ ..  Cũng giống như Ren, Miu khó hiểu tình cảm của mình dành cho Takeya do tin rằng DearS không thể yêu cho đến khi lời khuyên của một số nhân vật khác, bao gồm cả chính Takeya, giúp cô nhận ra rằng cô thực sự yêu Takeya. Cô quyết định quay trở lại không gian cùng với Io và những DearS khác đã chọn theo cô để từ bỏ tình yêu với Takeya, nhưng bị sốc khi cả Takeya và Ren quyết định đi cùng họ.

## Truyền thông

### Manga
Loạt manga DearS được thực hiện với sự đồng sáng tác và minh họa của Sendo Banri và Ebara Shibuko với bút danh của họ là Peach-Pit. Nó đã đăng trên tạp chí truyện tranh dành cho shōnen là Dengeki Comic Gao! của MediaWorks từ năm 2001 đến ngày 17 tháng 12 năm 2005. Sau đó MediaWorks đã tập hợp lại thành 10 tankōbon và xuất bản tại Nhật Bản. Tokyopop đã đăng ký bản quyền phiên bản tiếng Anh để tiến hành phân phối tại thị trường Bắc Mỹ cũng như đăng ký phiên bản Đức, Semic Comics đăng ký tại Pháp, Flashbook Editore đăng ký tại Ý và Tong Li Publishing đăng ký tại Đài Loan.

### Anime
DearS đã được chuyển thể thành anime với 13 tập cùng một OVA bởi Daume cùng hợp tác sàn xuất với Bandai Visual, Geneon Entertainment, Lantis và TeaMDearS. Bộ anime này được đạo diễn bởi Suzuki Iku. Bộ anime này đã phát sóng trên các kênh Chiba TV, TV Kanagawa, TV Saitama, Tokyo MX TV, TV Santerebi, TV Aichi và TVQ Kyushu tại Nhật Bản từ ngày 10 tháng 7 đến ngày 26 tháng 9 năm 2004. Bốn Đĩa DVD đã được phát hành từ ngày 02 tháng 8 năm 2005 đến ngày 21 tháng 2 năm 2006. Geneon Entertainment đã đăng ký phiên bản tiếng Anh của bộ anime và phát hành tại thị trường Bắc Mỹ.

### Trò chơi
Một chuyển thể visual novel đã được phát triển và phát hành vào ngày 24 tháng 6 năm 2004 bởi MediaWorks cho hệ PlayStation 2. Nó dược xếp loại C trong hệ thống phân loại CERO.

### Phát thanh
Một chương trình phát thanh có tên DearS×DearS （ディアーズ・ディアーズ） đã phát trên đài Gokuraku! Moemoe station của ba trạm phát sóng Osaka Hoso Kabushiki-gaisha, TBS Radio & Communications và Shin-etsu Broadcasting từ ngày 03 tháng 4 đến ngày 25 tháng 12 năm 2004 với 39 chương trình. Chương trình sau đó đã chuyển sang phát thanh trên mạng từ tháng 1 năm 2005 với dự tính phát sóng mỗi tháng 1 lần, nhưng đã phát sóng đến 3 lần trong tháng 3 để hoàn tất chương trình phát thanh trên mạng này với tổng cộng 4 chương trình. Người dẫn chương trình là 3 nhân vật Ren, Miu và Takeya.

### Âm nhạc
Bộ anime có hai bài hát chủ đề, một mở đầu và một kết thúc. Bài hát mở đầu có tựa Love Slave (ラブスレイブ) do UNDER17 trình bày, bài hát này cũng được dùng làm bài hát kết thúc tập 12, đĩa đơn chứa bài hát đã phát hành vào ngày 22 tháng 7 năm 2004. Bài hát kết thúc có tựa HAPPY COSMOS do PoppinS trình bày, đĩa đơn chứa bài hát đã phát hành vào ngày 25 tháng 8 năm 2004. Album chứa các bản nhạc dùng trong bộ anime đã phát hành vào ngày 23 tháng 9 năm 2004. Ngoài ra còn một album chứa bản biến tấu của bài hát kết thúc cũng như các bài hát khác của PoppinS đã phát hành vào ngày 27 tháng 10 năm 2004.
| Love Slave (ラブスレイブ) | Love Slave (ラブスレイブ)                           | Love Slave (ラブスレイブ) |
| STT                       | Nhan đề                                             | Thời lượng                |
| ------------------------- | --------------------------------------------------- | ------------------------- |
| 1.                        | "Love Slave (ラブスレイブ)"                         | 4:30                      |
| 2.                        | "1+1"                                               | 6:18                      |
| 3.                        | "Love Slave (off vocal) (ラブスレイブ (off vocal))" | 4:30                      |
| 4.                        | "1+1 (off vocal)"                                   | 6:16                      |
| Tổng thời lượng:          | Tổng thời lượng:                                    | 21:34                     |

| HAPPY COSMOS     | HAPPY COSMOS                                                  | HAPPY COSMOS |
| STT              | Nhan đề                                                       | Thời lượng   |
| ---------------- | ------------------------------------------------------------- | ------------ |
| 1.               | "HAPPY COSMOS"                                                | 4:15         |
| 2.               | "Chikyuu ni Pinpo~n (地球にぴんぽ～ん)"                       | 3:39         |
| 3.               | "HAPPY COSMOS (OFFVOCAL)"                                     | 4:16         |
| 4.               | "Chikyuu ni Pinpo~n (OFFVOCAL) (地球にぴんぽ～ん (OFFVOCAL))" | 3:35         |
| Tổng thời lượng: | Tổng thời lượng:                                              | 15:45        |

| DearS Original Soundtrack (DearS オリジナルサウンドトラック) | DearS Original Soundtrack (DearS オリジナルサウンドトラック) | DearS Original Soundtrack (DearS オリジナルサウンドトラック) |
| STT                                                          | Nhan đề                                                      | Thời lượng                                                   |
| ------------------------------------------------------------ | ------------------------------------------------------------ | ------------------------------------------------------------ |
| 1.                                                           | "Love Slave (Short edit) (ラブスレイブ (short edit))"        | 1:45                                                         |
| 2.                                                           | "Yoake (夜明け)"                                             | 1:03                                                         |
| 3.                                                           | "Hello DearS"                                                | 2:08                                                         |
| 4.                                                           | "Metamorphose (メタモルフォーゼ)"                            | 1:08                                                         |
| 5.                                                           | "Ren no Theme (レンのテーマ)"                                | 1:52                                                         |
| 6.                                                           | "Owariwanaku Eien ni (終わりはなく永遠に)"                   | 1:37                                                         |
| 7.                                                           | "Watashi wa Anata no Doreidesu (ワタシハアナタノドレイデス)" | 1:45                                                         |
| 8.                                                           | "Shin Ai Naru Hyouryuusha Tachi (親愛なる漂流者達)"          | 2:10                                                         |
| 9.                                                           | "Ren vs Miu (レンVSミゥ)"                                    | 1:36                                                         |
| 10.                                                          | "Polaga no Tatakai (ポラーガの戦い)"                         | 1:44                                                         |
| 11.                                                          | "Subtitle (サブタイトル)"                                    | 0:08                                                         |
| 12.                                                          | "Rubi (ルビ)"                                                | 1:35                                                         |
| 13.                                                          | "Kyuusekkin (急接近)"                                        | 2:05                                                         |
| 14.                                                          | "Komatta Hitobito (困った人々)"                              | 1:21                                                         |
| 15.                                                          | "Oihiko Tachi no Theme (オイヒコ達のテーマ)"                 | 1:47                                                         |
| 16.                                                          | "DearS Love Club (ディアーズラブッ子クラブ)"                 | 1:41                                                         |
| 17.                                                          | "Natsuki no Theme (菜月のテーマ)"                            | 1:31                                                         |
| 18.                                                          | "Nia to Natsuki (ニアと菜月)"                                | 1:30                                                         |
| 19.                                                          | "DearS no Theme Boukyou Hen (DearSのテーマ望郷編)"           | 1:57                                                         |
| 20.                                                          | "Eyecatch A (アイキャッチA)"                                 | 0:09                                                         |
| 21.                                                          | "Izumi Neneko to Iu Hito (和泉寧々子という人)"               | 1:32                                                         |
| 22.                                                          | "Sewa Yaki wa "Ai"! (世話焼きは 『愛』!)"                    | 1:34                                                         |
| 23.                                                          | ""Doushiyou mo Nai" Hitobito (『どうしようもない』 人々)"    | 2:21                                                         |
| 24.                                                          | "Ikuhara Pinchi (武哉ピンチ)"                                | 0:58                                                         |
| 25.                                                          | "Mitsuka Sensei (蜜香先生)"                                  | 1:36                                                         |
| 26.                                                          | "Mitsuka Sensei!!!? (蜜香先生!!!?)"                          | 1:47                                                         |
| 27.                                                          | "Miu no Kako (ミゥの過去)"                                   | 2:25                                                         |
| 28.                                                          | "Kokoro no Kizu (心の傷)"                                    | 1:53                                                         |
| 29.                                                          | "Doukoku (慟哭)"                                             | 2:08                                                         |
| 30.                                                          | "Neneko no Himeta Omoi (寧々子の秘めた想い)"                 | 1:32                                                         |
| 31.                                                          | "Ikuhara to Neneko (武哉と寧々子!?)"                         | 1:29                                                         |
| 32.                                                          | "Omoide (思い出)"                                            | 1:44                                                         |
| 33.                                                          | "Eyecatch B (アイキャッチB)"                                 | 0:10                                                         |
| 34.                                                          | "Furyou Kotai Kaishuu (不良個体回収)"                        | 3:14                                                         |
| 35.                                                          | "Eikyuu Touketsu (永久凍結)"                                 | 1:28                                                         |
| 36.                                                          | "Ren Kyuushutsu Sakusen (レン救出作戦)"                      | 1:49                                                         |
| 37.                                                          | "Ketsui (決意)"                                              | 1:49                                                         |
| 38.                                                          | "Gift (ギフト)"                                              | 3:01                                                         |
| 39.                                                          | "DearS no Theme Kanki Hen (DearSのテーマ歓喜編)"             | 1:41                                                         |
| 40.                                                          | "HAPPY COSMOS (short edit)"                                  | 1:27                                                         |
| 41.                                                          | "Yokoku Hen (予告編)"                                        | 0:15                                                         |
| Tổng thời lượng:                                             | Tổng thời lượng:                                             | 1:06:26                                                      |

| PoppinS Size     | PoppinS Size                                                       | PoppinS Size |
| STT              | Nhan đề                                                            | Thời lượng   |
| ---------------- | ------------------------------------------------------------------ | ------------ |
| 1.               | "HAPPY COSMOS 【CRAZY ORCHESTRA MIX】"                             | 5:27         |
| 2.               | "Chikyuu ni Pinpo~n @PPstyle (地球にぴんぽ～ん @PPstyle)"          | 4:36         |
| 3.               | "Koi no JET SHOOTER ←yadabaka/mix (恋のJET SHOOTER ←yadabaka/mix)" | 5:34         |
| 4.               | "Sarachatte Nagareboshi (さらっちゃって流れ星)"                    | 4:19         |
| 5.               | "sukisuki☆moon 《GARDEN mix》"                                     | 4:27         |
| 6.               | "PingPongLoop"                                                     | 0:53         |
| Tổng thời lượng: | Tổng thời lượng:                                                   | 25:16        |